# كيكي رودريغيز
كيكي رودريغيز (بالإسبانية: Kike Rodríguez)‏ هو لاعب كرة قدم بيروفي في مركز قلب الدفاع، ولد في 6 سبتمبر 1991 في ليما في بيرو. لعب مع La Peña Sporting ‏.

## وصلات خارجية
- كيكي رودريغيز على موقع قاعدة بيانات كرة القدم.إي يو (الإنجليزية)
- كيكي رودريغيز على موقع Soccerway.com (الإنجليزية)